# Irmã Kelly Patrícia
Kelly Patrícia é uma religiosa, cantora e compositora católica, fundadora do Instituto Hesed.  A religiosa tornou-se conhecida pelas lives promovidas em suas redes sociais e em plataformas de vídeos como o YouTube, bem como em apresentações musicais nas quais congrega grande número de fiéis.  Juntamente com Frei Gilson, Irmã Kelly tem sido uma das responsáveis pela popularização da prática devocional da Quaresma de São Miguel Arcanjo no Brasil, reunindo números expressivos de católicos para a recitação do Rosário nas madrugadas. A cantora é reconhecida como um dos maiores nomes da música católica no Brasil. 